# Cuico
Cuico es un chilenismo no vulgar para referirse a la subcultura de personas de clase alta con abolengo, aunque también —y en menor medida— al esnob, «nuevo rico» o trepador social que adopta los modos característicos de dicho nivel socioeconómico, o que es aficionado a ostentar su riqueza. Según expertos en márketing y encuestas, el segmento «AB» se sitúa en la cúspide de la pirámide social chilena: mayores ingresos, educación superior completa y posgrados, ascendencia europea (principalmente castellano-vasca, francesa, británica, italiana y alemana) o de Oriente Medio (en particular siria, hebrea, palestina, jordana y libanesa), habita zonas específicas de la capital y regiones. Según la Comisión Económica para América Latina y el Caribe (Cepal) concentra el 22,6% de ingresos y riqueza del país. A este grupo pertenece mayoritaria o exclusivamente el cuico, sea por su prosapia, su poder adquisitivo o porque participa del círculo social, códigos, jerga y costumbres de las personas de clase acomodada.

## Etimología
El Diccionario de la lengua española lo cita como sinónimo de «forastero, [aquel] que es o proviene de fuera». En Chile se usó especialmente para referirse al nativo de Bolivia, sobre todo durante la Guerra del Pacífico.
En la serie de crónicas titulada Recuerdos de treinta años (1872), José Zapiola relata la influencia que el enigmático ciudadano boliviano Manuel Aniceto Padilla ejercía sobre José Miguel Infante, lo que fue criticado en unos versos publicados en 1828 en el periódico político El Hambriento:

De un cuico el más detestado, que su ruin asociación ha minado la opinión de un chileno magistrado, que en el país no ha figurado,		
y todos saben por qué. ¡Libera nos, Domine!
El Hambriento, Núm. 3. Santiago, 9 de enero de 1828

En la cultura popular, el Diccionario coa de Armando Méndez Carrasco (Ed. Nascimento, 1979) lo define como "intruso; principiante". Una versión más moderna (recogida por Carlos Fernandois en el sitio "Folclore y Cultura Chilena", a partir de diálogos con Dióscoro Rojas) propone que la palabra sería una contracción originada en ambientes carcelarios, donde los reos de mejor conducta gozan de privilegios que les hacen sospechosos o despreciables a ojos del resto de la población penal, por tanto se les moteja combinando dos modismos fuertemente procaces: «culia'o (sodomizado) y conchetumadre (malparido)», abreviados en la forma cu-y-co. Más tarde esta palabra se extendería a cualquier ciudadano de clase privilegiada.
El término «cuico» (con su forma femenina «cuica») es el sucesor de vocablos en desuso que se remontan al siglo XVIII como futre, pituco, jaibón, pije o siútico. Aunque tiene cierto carácter despectivo o de mofa, no alcanza una connotación hiriente pues ser considerado de clase alta no es motivo de vergüenza. Funciona indistintamente como sustantivo o adjetivo, y presenta las variantes «cuiquerío» para referirse al conjunto de los más ricos y «cuiquería» para describir una actitud, actividad o excentricidad propia de la élite social.
A modo de referencia se puede decir que equivale al "posh" (Reino Unido), "pijo" (España), "fresa" (México), "sifrino" (Venezuela), "cheto" (Argentina), "pituco" (Perú), "gomelo" (Colombia), "pipi" (Costa Rica), "pelucón" (Ecuador), "jevito" (República Dominicana) o "yeyé" (Panamá).
En el siglo XXI surge otro chilenismo: peloláis, que aunque emparentado con el cuico no es exactamente un sinónimo. Comparten la alusión a clase alta y ciertas características físicas (entre ellas piel y ojos claros, contextura esbelta, maquillaje ausente o muy discreto, pelo liso y largo, generalmente rubio, de donde surge el neologismo), sin embargo peloláis es más bien un sub-conjunto del universo cuico, pues se refiere sobre todo a mujeres jóvenes que tienen en común una determinada apariencia y costumbres. También existe vínculo entre el cuico y el zorrón, aunque este último se restringe al género masculino heterosexual, de grupo etario específico (adolescentes y adultos-jóvenes) y se expresa fundamentalmente en cierta actitud o conducta (típicamente desenfadados y extrovertidos, mujeriegos, entusiastas del carrete o juerga, consentidos, frívolos y materialistas).
En Chile la palabra cuico no guarda ninguna relación con la cuica, instrumento musical empleado en la samba brasileña.[cita requerida]

## Características
La educación primaria y secundaria son espacios decisivos para la identidad cuica. En esta etapa se consolida el espíritu de grupo (reconocimiento entre pares) y se refuerzan las redes de contacto que a futuro traerán oportunidades laborales o conducirán a relaciones de pareja, familiares y de negocios. Una investigación a cargo de Seth Zimmerman, economista de Universidad Yale, titulada Making top managers: The role of elite universities and elite peers (2014) mostró que el 50% de cargos de alta dirección de empresas chilenas son ocupados por exalumnos de apenas nueve colegios exclusivos, y de acuerdo al estudio “Mercado Escolar y Oportunidad Educacional” (2016) conducido por el sociólogo de la Pontificia Universidad Católica de Chile Sebastián Madrid, alrededor de veinte colegios privados de cuatro comunas del sector oriente de Santiago concentran a los hijos de la aristocracia y dan lugar a una «particular endogamia» o burbuja social de la que es tan difícil salir como ingresar. Dicha segregación se expresa en varias formas de clasismo, ya sea desaprobando o impidiendo el ingreso de personas ajenas al entorno, o bien reforzando códigos que hagan evidente la diferencia de clases.
Un error común incluso entre chilenos es suponer que todo individuo con cierto nivel de ingresos, que ha ascendido rápidamente hasta la cima de la escala socioeconómica o que vive en determinada zona geográfica es necesariamente cuico. En realidad se suele confundir este término con el de siútico (chilenismo equivalente al esnob), o bien se moteja de manera injusta e imprecisa a personas que no califican dentro de la categoría. Como bien advierte la reseña en el libro Cuicoterapia, de María Josefina Reutter: "son muchos los prejuicios y las ideas preconcebidas que definen al cuico chileno, pero ser cuico no significa necesariamente ser millonario, conservador, rubio y empresario. Ser cuico es mucho más que eso: es estar dentro de una matriz de códigos y, sobre todo, ser parte de una red en la que las cosas se transmiten de «boca en boca» y donde la gente se ubica según su colegio, su universidad, su lugar de veraneo, su apellido y/o las personas que tengan en común". (Téngase presente que en Chile la palabra "ubicarse" es empleada coloquialmente como sinónimo de "recordar o reconocer algo o a alguien").
En cuanto a su distribución geográfica, en la capital residen principalmente en comunas del sector nororiente de Santiago, conocidas informalmente como "barrio alto". La concentración en dicha área se explica por motivos de autosegregación y calidad de vida (seguridad, servicios, proximidad a vecinos educados) pero también aspiracionales (según un estudio de COES/UDP, el 60% de los habitantes del barrio alto provienen de comunas con menores ingresos). En todo caso, no es la única ni la principal zona del país que moran o visitan. De hecho, históricamente la aristocracia ha estado vinculada a la hacienda campesina de regiones centro-sureñas, pero con el correr de los años se fue afincando también en sectores exclusivos de la capital y el litoral central. En este punto cabe mencionar que el lugar de veraneo es otro aspecto diferencial entre el cuico y el resto de la población: si antaño los balnearios predilectos fueron Cartagena, Pucón, Valparaíso o Reñaca, hoy algunos de los más tradicionales y exclusivos serían Zapallar, Maitencillo, Santo Domingo, Bahía Inglesa y Cachagua.
Además de su patrimonio, lugar de residencia o aspecto personal, uno de los atributos más distintivos del cuico es su entonación o manera de hablar. En el registro adulto y más formal es reconocible en personajes como Mary Rose McGill, Delfina Guzmán, Teresa Marinovic, Eli de Caso, Jorge Edwards o Emeterio Ureta. En el registro más joven o informal puede apreciarse en la voz de Vesta Lugg, Raquel Calderón, Marcelo Ríos o Juan 'Chispa' Lacassie.[cita requerida] Este modo de pronunciación se resume en la expresión popular "hablar con una papa en la boca" que quiere decir en forma excesivamente refinada, ampulosa e ininteligible, y que sería característico de la aristocracia de varios países latinoamericanos. Una singularidad en el caso femenino chileno es cierta tendencia a la voz grave o ronca, sea auténtica o impostada, lo cual se atribuye a diversos motivos, desde propensión a trastornos vocales entre la élite hasta un rasgo aprendido por quienes ocupan posiciones de poder que exigen un tono más autoritario.
Así como el tono, también existe una jerga particular del cuico, un shibboleth donde abundan ciertas palabras o expresiones, mientras otras se evitan o quedan socialmente proscritas por considerarlas vulgares (por ejemplo, se omite el popular "tomar once" por el más educado tomar el té; "lentes" por anteojos, "comer" por cenar, etc).

### Política
Tradicionalmente, la expresión cuico se asocia con sectores conservadores y más específicamente, con la derecha política (de ahí surgieron, durante la década de 1970, calificativos peyorativos como "momio" —hoy en desuso— y "facho"). En opinión de algunos, la pertenencia a este círculo se relaciona con estatus económico y mérito, valores y religión (sobre todo católica), mientras que otros la restringen a un linaje o clase que solo puede heredarse, no adquirirse. Para el plebiscito de octubre de 2020, las tres comunas que concentran a la población más pudiente de la capital —Vitacura, Las Condes, Lo Barnechea— quedaron prácticamente aisladas y, a ojos de muchos, identificadas como principales bastiones de derecha al revelarse partidarias de preservar la Constitución de 1980 (altamente valorada por empresarios, parlamentarios e ideólogos de ese sector) y por tanto, reductos del cuiquerío.
A pesar de que el imaginario popular vincula al cuico con la Derecha, también hay quienes advierten la existencia del cuico de Izquierda, "red set" (por jet set rojo): personas de origen acomodado que en su juventud (sobre todo durante la década de 1970) renegaron de su "cuna dorada" para sumarse a la causa revolucionaria de la Unidad Popular, ya sea migrando a poblaciones periféricas o bien integrándose a movimientos y partidos de izquierda como el MIR o MAPU. Más tarde, en su vida adulta, se habrían convertido en empresarios, intelectuales o parlamentarios, afincándose en sectores altos o apartados de Santiago, aunque más cercanos a la naturaleza (El Arrayán, La Reina, Cajón del Maipo, Tunquén). Sin embargo no todo cuico izquierdista siguió tal derrotero o vivió el escenario de la década de 1970: algunos nacidos en esa época o después —conocidos hoy como "progres", "abajistas" o "Izquierda caviar"— simplemente provienen de familias acaudaladas, pero se identifican con ideas más liberales, ecologistas y anticapitalistas, no obstante cohabitar con derechistas, moverse en sus mismos círculos o gozar de un alto nivel de vida.

## En la cultura popular
Ya en la década de 1970 y comienzos de la década de 1980, el cuico aparece esbozado en dos personajes clásicos del comediante Coco Legrand: Lolo Palanca (veinteañero, en parte hippie, pero también antecedente del zorrón) y Cuesco Cabrera (ejecutivo joven, versión chilena del yuppie estadounidense). Paralelamente, el cuico fue criticado en la canción «¿Por qué no se van?» (1986) de la banda chilena Los Prisioneros, y parodiado en televisión por el personaje El Efe, interpretado por Daniel Muñoz.
Una de las representaciones más célebres del cuico chileno fue el segmento de comedia televisiva Los Eguiguren —protagonizado por los actores Coca Guazzini y Cristián García-Huidobro— que se transmitió durante la década de 1980 dentro del programa Sábados Gigantes. Basado en una joven pareja "de buen apellido" (el matrimonio entre el ejecutivo "Pompi" Eguiguren y la ama de casa Pía Correa), capturó con agudeza los modos de quienes pertenecen a la clase alta, o presumen de ello.
En 2014 la ingeniera comercial Josefina Reutter creó un blog titulado «Cuicoterapia», que más tarde una reconocida editorial publicó en formato de libro impreso. Se trata sin embargo de un florilegio en clave irónica más que un estudio sociológico formal. En 2015 la estudiante de ingeniería comercial, Bernardita Danús, creó un blog titulado «Polera de Perro» (alusión a una camiseta corta para mascotas), que también fue llevado a formato de libro impreso por una prestigiosa editorial. En dicha web, la autora —perteneciente a clase alta— explora las singularidades del cuico desde un enfoque sarcástico. Actualmente el blog ha desaparecido. En 2016 la licenciada en Letras e ilustradora, Francisca Feuerhake, crea y protagoniza una popular webserie titulada "La vieja cuica". En dicho espacio —y tras una máscara creada con filtros de la aplicación Instagram— la autora parodia costumbres, personajes, situaciones y sobre todo, la entonación del habla típicas de familias de clase acomodada.Ese mismo año, el portal de contenidos culturales Memoria Chilena publica el libro "Refranes y Dichos Chilenos", que incluye una explicación del término cuico. En 2017 se hizo viral en distintos medios el video "El cuico negro", producido por Otrofoco. Se trata de una parodia sobre la discriminación a personas del "barrio alto" que tienen piel morena o rasgos indígenas, características tradicionalmente asociadas a clases populares.En 2024 el cantante Pablo Herrera protagonizó una polémica mediática al declarar en el programa televisivo de debate político Sin Filtros: «¡Me encanta ser cuico, ser pobre es muy triste!» Esto le granjeó críticas en redes sociales, pues anteriormente había expresado opiniones controvertidas hacia la inmigración.